# Praxisintegrierter dualer Studiengang
Das praxisintegrierte Studium ist eine Form des dualen Studiums.  In diesem Studienmodell werden Praktika in einem Unternehmen oder einer Institution (auf der Basis eines Praktikanten- oder Volontariatsvertrags) mit dem Studium kombiniert.

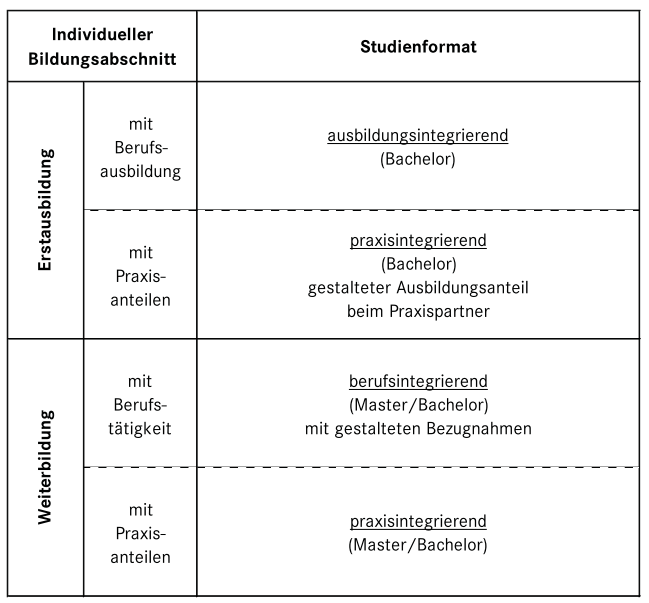
Typologie der dualen Studienformate laut Wissenschaftsrat

## Abgrenzung zu anderen Studienformen
Im Gegensatz zum „klassischen Studium“ ist das praxisintegrierte Studium eng mit der praktischen Ausbildung im Betrieb verzahnt, das heißt zwischen den Lehrveranstaltungen an der Hochschule und den praktischen Phasen im Unternehmen besteht ein inhaltlicher Bezug. Ein weiterer Abschluss, zum Beispiel in einem anerkannten Ausbildungsberuf wird, in Abgrenzung zum ausbildungsintegrierten Studium, meist nicht erlangt.

## Dauer und Ablauf

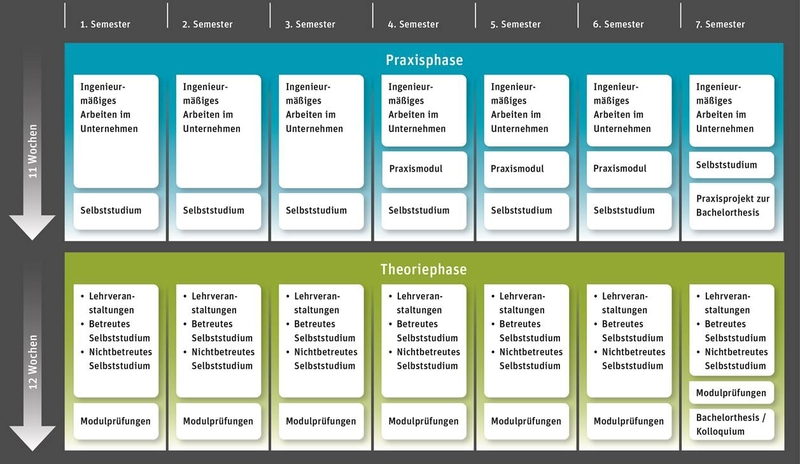
Ablauf eines PI-Studiums am Beispiel des technischen Studiums der Hochschule Bielefeld

Der Ablauf eines praxisintegrierten Studiums ist, je nach Hochschule, unterschiedlich organisiert.
Generell wechseln sich Theoriephasen, in denen Studierende die Hochschule besuchen, mit Praxisphasen, in denen die Studierenden im Unternehmen tätig sind, tage- oder wochenweise ab.
In der Regel dauert ein praxisintegriertes Studium 3–4 Jahre (6–8 Semester).

## Studienrichtungen und Angebotsorte
Der Schwerpunkt der angebotenen Studienfächer liegt bei den Wirtschafts- und Ingenieurwissenschaften, der Informatik und im Bereich Sozialwesen.
Studiert wird meistens an Fachhochschulen oder Berufsakademien.

## Finanzielle Aspekte
Praxisintegrierte Studenten erhalten von dem Unternehmen, in dem sie während der Praxisphasen beschäftigt sind, eine monatliche Vergütung.
Diese beträgt, laut einer von duales-studium.de durchgeführten Befragung, durchschnittlich 869 Euro.
Hier sind aber zahlreiche Faktoren, wie Bundesland, Unternehmensgröße und Branche zu berücksichtigen. Viele Förderungsmöglichkeiten sind für praxisintegrierte Studierende nur eingeschränkt nutzbar. Bei der Vergabe von Stipendien werden oft Studierende eines „klassischen Studiums“ bevorzugt, da diese im Gegensatz zu praxisintegrierten Studenten kein Gehalt beziehen. Praxisintegrierte Studenten sind in der Regel nicht BAföG berechtigt, da das gezahlte Gehalt meist den BAföG-Freibetrag übersteigt. Für einen Nebenjob fehlt die Zeit, da das Studium sehr zeitintensiv ist.
Eine Möglichkeit der finanziellen Förderung wäre die Aufnahme eines Studienkredites.

## Weitere Vor- und Nachteile
Sowohl für die Studierenden, als auch für Unternehmen gibt es, neben den bereits oben genannten Aspekten, noch weitere Vor- und Nachteile.
Vorteile:
- Kleine Studiengruppen und individuelle Betreuung durch die Lehrenden.[8]
- Günstige finanzielle Voraussetzungen, da der Betrieb eine Vergütung zahlt.[8]
- Thema für Bachelor-Thesis oftmals über das Unternehmen gesichert.[8]
- Problem- und Aufgabenstellungen im Unternehmen werden durch Studierende wissenschaftlich und praxisgerecht bearbeitet. Gleichzeitig erlernen die Studierenden die Theorie mit der Praxis zu verbinden[9]
- Es erfolgt ein Wissenstransfer von wissenschaftlichen Erkenntnissen in das Unternehmen.[10]
- Verbesserte Arbeitsmarkt und Karrierechancen, da die Studenten bereits in einem Unternehmen tätig sind und direkt als qualifizierte Fachkräfte eingesetzt werden können.[10]
- Die Einarbeitungsphase nach Abschluss des Studiums entfällt.[8]
- Das Studium kann nach den Bedürfnissen des Unternehmens ausgerichtet werden.[8]

Nachteile:
- Während des Studiums ist man an ein Unternehmen „gebunden“.[11]
- Bei Abbruch muss ggf. eine Rückzahlung an das Unternehmen erfolgen (z. B. vom Unternehmen geleistete Semestergebühren etc.).[11]
- Es gibt deutlich mehr Bewerber als Plätze.[11]

## Bewerbungsprozess
Um ein praxisintegriertes Studium aufzunehmen, ist ein Vertrag mit einem Unternehmen notwendig. Daher bewirbt man sich mindestens ein Jahr im Voraus bei einem Unternehmen, das mit einer Hochschule kooperiert und praxisintegrierte Studienplätze anbietet. Neben den Zeugnisnoten wird Wert auf Engagement, Selbstständigkeit, Flexibilität und Lernbereitschaft gelegt. Die Motivation, ein praxisintegriertes Studium zu absolvieren, sollte bereits im Anschreiben deutlich werden. Es ist darauf zu achten, dass die Bewerbungsunterlagen den formalen Anforderungen genügen. Die wichtigsten Auswahlkriterien sind das Vorstellungsgespräch und unternehmensindividuelle Assessment-Center. Hat man einen Vertrag mit einem Unternehmen abgeschlossen, kann man sich bei der kooperierenden Hochschule einschreiben.